# Žlindra
Žlindra je delno steklast stranski produkt taljenja rude, s katerim dosežemo ločitev željenih kovinskih frakcij od neželjenih. Po navadi je sestavljena iz mešanic kovinskih oksidov in silicijevega dioksida. Kakorkoli, žlindre lahko vsebujejo kovinske sulfide in kovinske atome v elementarni obliki. Žlindro se na splošno uporablja tudi kot mehanizem za odstranjevanje odpadkov, nastalih pri taljenju kovin. Služi lahko tudi v druge namene, na primer, kot pomoč pri nadzorovanju temperature taljenja, pa tudi za zmanjševanje morebitne ponovne oksidacije končnih tekočih kovinskih proizvodov, preden talino odstranijo iz peči oziroma plavža in jo uporabijo za izdelavo trde kovine.

## Taljenje rude
V naravi rude kovin, kot so železo, baker, svinec, aluminij in druge kovine, najdemo v nečisti obliki, pogosto oksidirane in mešane z silikati drugih kovin. Med taljenjem, ko je ruda izpostavljena visokim temperaturam, se nečistoče ločijo od staljene kovine in se lahko odstranijo. Zbirko sestavin, ki se tako nabere in se lahko odstrani, imenujemo žlindra. 
V mnogih procesih taljenja so oksidi uvedeni v žlindro s pomočjo kemije, kot pomoč pri odstranjevanju nečistoč in za zaščito ognjevzdržnih oblog pred čezmerno obrabo. V tem primeru se taka žlindra imenuje sintetična žlindra. Dober primer je žlindra, nastala pri izdelavi jekla: za ognjevarno zaščito se doda apno in magnezij. Tako se nevtralizira aluminijev in silicijev oksid. Ločena od kovine v tem primeru pomagata pri odstranjevanju žvepla in fosforja iz jekla. 
Proces taljenja železa in barvnih kovin proizvaja drugačno žlindro. Taljenje bakra in svinca je v tem primeru namenjeno za odstranjevanje železa in silicija, ki sta pogosto v teh rudah, ter za ločevanje le-teh s pomočjo žlindre na osnovi železovega silikata. Žlindra iz železarn in jekalrn pa je narejena tako, da zmanjša izgubo železa in jekla. Zaradi tega v glavnem vsebuje okside kalcija, silicija, magnezija in aluminija. Vsaka peščena sestavina ali kremenčev del iz prvotne rude avtomatično skrbi za proces taljenja silicijevega dioksida.

## Uporaba žlindre

### Uporaba nekoč
V Bronasti dobi je v Sredozemlju potekalo in se uporabljalo veliko število metalurških procesov. Žlindre, stranski produkti iz teh talilnic, so bile iz raznobarvnega steklastega materiala, ki se je nahajal na površini območja, kjer so nekoč bile antične livarne bakra. Predvsem so bile te žlindre modro ali zeleno obarvane. Te so nato pretopili, da so steklovino lahko uporabili za izdelavo nakita in steklarskih izdelkov. Prah so dodajali tudi v glazure, uporabljene v keramičarstvu. Nekateri primerki zgodnejših uporab teh žlinder so bili najdeni tudi v starem Egiptu.
V preteklosti je bilo ponovno taljenje žlindre iz železove rude običajna praksa, saj so izboljšane tehnike taljenja dovoljevale večji donos železa: v nekaterih primerih so tako presegali tudi prvotno dosežene količine. Ta možnost obstaja še danes, ampak relativno majhne količine železove rude, pogosto ne omogočajo finančnega preživetja talilnic. V začetku 20. stoletja so žlindro iz železove rude mleli tudi v prah, ki so ga nato uporabili za izdelavo stekla, imenovanega tudi Žlindrino oziroma Ahatno steklo. 

### Uporaba danes
Grobozrnata žlindra se pogosto uporablja v kombinaciji z Portlandskim cementom, kot del cementnih mešanic. Ta žlindra reagira z vodo, ter tako dobi cementne lastnosti. Beton, ki vsebuje grobozrnato žlindro, razvije svojo moč na daljše obdobje, s čimer zmanjša prepustnost in pridobi na trdnosti ter vzdržljivosti. Ko se železova ruda greje v plavžu, se nečistoče (žlindra), ki vsebujejo velike količine kalcija in silicija, stalijo in se tako ločijo iz surovega železa. 
V postopku odstranjevanja žlindre, se le-to spelje iz plavža, ter se po njej prelije več tisoč litrov vode. To hitro hlajenje, pogosto s temperaturo okrog 1430 °C, je začetek procesa granulacije. Ta proces povzroča več kemičnih reakcij, ki potekajo v materialu. S tem se v žlindri ustvarjajo cementne lastnosti. Voda nosi žlindro v obliki mulja v velik rezervoar, od koder jo nato prečrpajo po cevovodnem sistemu do številnih filtrov na osnovi proda. 
Zrnca žlindre se ujamejo na prod, medtem, ko se voda prefiltrira in vrne v sistem. Ko je filtrirni postopek zaključen, se zrnca žlindre, ki so sedaj podobna grobi peščeni plaži, lahko pobere iz filtrne podlage in se jih prenese na brušenje, s čimer postanejo delci manjši od Portlandskega cementa.
Ta, prej neželen, sedaj recikliran proizvod, se uporablja pri proizvodnji betonov visokih zmogljivosti in lastnosti, zlasti tistih, uporabljenih pri gradnji mostov in drugih obalnih značilnosti, kjer njegova nizka prepustnost in večja odpornost na kloride in sulfate pomaga pri zmanjšanju korozivnega učinka, zaradi katerega bi se konstrukcija lahko poslabšala.

## Osnovna žlindra
Osnovna žlindra je stranski produkt pri izdelavi jekla po osnovni verziji Bessemerjevega ali Linz-Donawitzovega postopka. V širšem smislu gre pri tem za apnenec ali dolomit, ki je med taljenjem absorbiral fosfate iz železove rude. Tako zaradi počasnega sproščanja vsebovanih fosfatov, kot tudi zaradi učinka poapnelosti se uporablja kot gnojilo na vrtovih in kmetijah v okolici železarske industrije. Glede na raziskave, opravljene s strani American Association of plant Food Control Officialis, mora osnovna žlindra vsebovati najmanj 12 % celotne fosforne kisline (P2O5) ali pa mora biti označena z oznako »nizka vsebnost fosfatov«.